# Glas Hrvata (Radio Fortuna)
Glas Hrvata je tjedna informativna emisija na hrvatskom jeziku. Emitirao ju je Radio Sombor, a potom somborski Radio Fortuna.
Radio Sombor na frekvenciji 97,5 MHz pokriva područje u promjeru od 40 kilometara, do Male Bosne, do Plavne i u Hrvatskoj. U području koje pokriva živi više od 15.000 Hrvata, od čega oko 8.000 u Somboru i okolici prema popisu 1991. godine. Osnivači su zaključili da toliko Hrvata treba imati barem svoju emisiju. Premda na tom području postoje druge postaje, niti jedna ne emitira program na hrvatskom, pa su pokretači emisije zaključili da je dobro da se pokrene na Radio Somboru, postaji s dugom tradicijom, jednim od brendova Sombora, a posebno zato što Radio Sombor ima regionalnu frekvenciju, za razliku od Radio Subotice koja ima lokalnu frekvenciju.
Prva je emisija emitirana na Radio Somboru 26. travnja 2009. pod nazivom Kronika tjedna. Urednik i voditelj bio je somborski dopisnik subotičke Hrvatske riječi Zlatko Gorjanac. Trajala je jedan sat, nedjeljom od 17 do 18 sati. Emitirala je vijesti, aktualnosti koje su obilježile tjedan, najave, bilježila je sve važnije događaje u hrvatskoj zajednici, ali i druge važnije događaje ponajprije u Somboru i okolici (Sonte, Monoštora, Berega, Lemeša i iz svih mjesta do kojih dopiru valovi Radio Sombora), emitirani su zanimljivi prilozi, vjerski prilog, razgovori s gostima, obrazovni dio emisije "Govorimo hrvatski" preuzet je s Hrvatskog radija, glazbeni dio činile su hrvatske pjesme i hrvatski izvođača s naši prostora, pjesme s raznih festivala, kao što su Festival bunjevački pisama i HosanaFest. U prvoj povijesnoj emisiji gost je bio predsjednik somborske podružnice DSHV-a Mata Matarić, a u vjerskom prilogu govorio je preč. Josip Pekanović, župnik župe Presvetog Trojstva u Somboru. Do te emisije hrvatski mediji u Vojvodini davali su premalo prostora Somboru i okolici, jer bi potpuno pokrivanje zahtijevalo veću minutažu ili broj stranica što bi znatno mijenjalo programsku i financijsku koncepciju tih medija. Emisiju je producirala Novinsko-izdavačka ustanova Hrvatska riječ. Nakon pola godine emisija je promijenila ime u Hrvatska riječ, a od veljače 2010. emitira se pod nazivom Glas Hrvata i od tada ju producira Hrvatsko kulturno društvo Vladimir Nazor iz Stanišića.  Emisija je trajala jedan sat.
Vremenom se pojavio se problem daljeg realiziranja emisije na hrvatskom jeziku, pa su novi ljudi odlučili pokušati ju pripremati. Godine 2012. formirano je novo uredništvo, koje nije imalo iskustva u tim poslovima, pa je list Hrvatska riječ iz Subotice organizirala obuku za uredništvo. Dobili su tehniku i krenuli. Prvu su emisiju radili dva-tri tjedna, a poslije sve lakše. Urednik emisije je Savo Tadić, voditeljica Ana Crnković, suradnik zadužen za snimanje priloga na terenu i intervjue Ivan Karan, a Marko Gundić je glazbeni urednik i montažer. Novo uredništvo nastoji obraditi sve teme koje su o Hrvatima i koje interesiraju Hrvate u Vojvodini, u bloku vijesti obrađuju zbivanja iz prethodnog tjedna, u rubrici ‘Razgovor s povodom’ razgovaraju s nekom značajnom osobom ili emitiraju prilog s nekog značajnog predavanja, redovno najavljuju sva zbivanja iz manjinske zajednice, najavljuju natječaje koji se tiču njihovih slušatelja, u svakoj emisiji ukratko predstavljaju novi broj ‘Hrvatske riječi’, s obzirom na to da Hrvati u Vojvodini malo znaju o sebi, imaju i rubriku ‘Hrvati kroz povijest i brojke’ i rubriku ‘O znamenitim Hrvatima’. Emisiji su najveći problem financije. Dok ju je producirala NIU Hrvatska riječ ona ju je i financirala. Otkad ju producira HKD Vladimir Nazor, Hrvatsko nacionalno vijeće odlučilo je financijski pomoći realiziranju, i uredništvo se javlja na natječaje Ministarstva kulture i informiranja Srbije. Uredništvo 2013. nije imalo profesionalni studio. Dom HKD Vladimir Nazor 2011. je tražio zgradu bivšeg mjesnog društva koje je djelovalo do 1991. godine. Namjeravao je da u jednoj prostoriji bude dalmatinska soba, a u drugoj radijski studio. Zgrada nije dodijeljena društvu zbog nerazumijevanja lokalne zajednice pa emisije priprema u privatnoj kući Ivana Karana iz NIU Hrvatska riječ, pa taj nedostatak nadomiještali su kvalitetnom tehnikom.
Planirali su izgradnju svog studija. Nesrazmjer i financijsku slabost ilustrira što je režimski protežirana bunjevačka zajednica nehrvatske opcije dobila mjesečno 110.000 dinara od Grada Subotice, dok je HKUD Vladimir Nazor za ovu dvosatnu emisiju na Radio Somboru za cijelu godinu dobila manje, 100.000 dinara, i to od HNV-a te 50.000 za troškove dostave emisije. Ipak, iz HKD-a su najavili da će ustrajati s emisijom ako ostane bez financijske potpore. 
Početkom 2010-ih iznošene su zakašnjele zamisli da se program na hrvatskom jeziku realizira u okviru uredništva na hrvatskom koje bi bilo okviru Radio Sombora. Zakašnjele su jer su iznesene prekasno i za tadašnje prilike neostvarivo, kada se Radio Sombor borio za opstanak, jer nije imao nikakvu pomoć od lokalne samouprave. Pravo vrijeme za takve zamisli bilo je desetak godina prije kad je isto napravljeno u Radio Subotici, kada je bilo i sredstava i drugih mogućnosti da se u okviru jednog radija koji funkcionira kao javno poduzeće formira i takvo uredništvo. Takve su ideje došle i od Gradskog vijeća Sombora da program na hrvatskom jeziku priprema uredništvo Radio Sombora, na što su im je predsjednik HKD-a »Vladimir Nazor« i član uredništva »Glasa Hrvata« Ivan Karan rekao da s obzirom na to da Radio Sombor mora biti privatiziran, privatni vlasnik neće imati komercijalni interes za takav program, a pri tome i Radio Sombor nema niti kadrova za realiziranje takvog programa. Karan je napomenuo da čak i da Radio Sombor počne emitirati program na hrvatskom, da emisija Glas Hrvata mora imati svoje mjesto u programu Radio Sombora.
Od siječnja 2012. godine traje sat i pol, a od rujna 2012. godine 2 sata. Od siječnja 2016. emisija traje opet sat vremena i emitira se na valovima Radio Fortune. Emisiju uređuje Savo Tadić. Uredništvo, koncepcija i trajanje emisije mijenjalo se kroz postojanje, ali emisija je uvijek bila o Hrvatima, za Hrvate i na hrvatskom jeziku.
Na medijskom natječaju na razini AP Vojvodine emisija je ušla u krug somborskih medija (TV K-54, RTV Sreće, Somborske novine...) koji su dobili sredstva iz pokrajinskog proračuna.

## Vanjske poveznice
- Hrvatska riječ H.R. Sedam godina Glasa Hrvata, broj 724, 3. ožujka 2017., str. 5
- (srp.) SOinfo.org savamajstor: Sombor 24/7 - Vesti: Glas Hrvata